# Valangini
A valangini a kora kréta földtörténeti kor hat korszaka közül a második, amely a berriasi korszakot követően kezdődött ~139,8 millió évvel ezelőtt (mya) és a hauterivi korszak előtt ért véget ~132,6 mya. 

## Ősföldrajz
A korszak legelején, illetve a késő valangini idején jelentősen megemelkedett a világ tengereinek szintje. A valangini korszakban már jelentkeztek a kora kréta későbbi részeiben az óceánokban fellépő oxigénhiány (anoxia) első kisebb hullámai.

## Éghajlat
A valangini idején még folyt az átmenet a késő jura kor viszonylag hideg éghajlatától a kréta időszak későbbi részeire jellemző "melegházi" klíma felé. A mezozoikum nagy részétől eltérően a valangini korszakban markánsan eltérő regionális különbségek voltak a Föld éghajlatában, de ezekről kevés részletet tudunk. Az éghajlati-hőmérsékleti ingadozás a korszak folyamán jelentős lehetett.

## Élővilág
Az időszak jellemző eseménye a foraminifera véglények első szétrajzása, amely a krétaidőszakra a plankton jelentős komponensévé tette e diverzifikálódó lényeket.

### Állatvilág
A szárazföldön virágkorukat élték a dinoszauruszok. Az emlősök még viszonylag szűk, de növekvő fontosságú részét alkották a faunának, a korra jellemzőek a triconodonok, köztük a gobiconodon. Valószínűleg ekkor már nem csak hogy az elevenszülő emlősök léteztek, hanem már szétváltak erszényesekre és méhlepényesekre.
A tengerekben ekkor jelentek meg először a kékcápaalakúak, köztük az első carcharinidák.
A viszonylag rövid valangini időszakban számos új dinoszaurusz fajta alakult ki, köztük a szárazföldekre a következő évtízmilliókban jellemző Iguanodonok, a nagy Ankylosaurusok közül az első, az erős páncélzatú Hylaeosaurus, vagy a dromaeosauridák közül az első, a Dromaeosauroides. Az időszakban egymás mellett éltek a felemelkedő és hanyatlóban lévő dinoszauruszfajták: az Iguanodonok a Stegosaurusokkal, Allosaurusok Tyrannosaurusokkal és az egyik első Dromeosaurusszal, a Dromaeosauroides bornholmensisszel. 
A rovarok közül már megjelenhettek az első törpe vadászó pókok, a tegzesek, az első fejlett svábbogarak és a rövidcsápú kétszárnyúak (Brachycera).

### Növényvilág
A szárazföldön a növények világában a leplesmagvúak uralkodtak, közelebbről a fenyőalakúak, a cikászok, a ginkgók, a harasztok és zsurlók. A fosszíliákban először ebben a korszakban jelentek meg a virágos növények, még nem maga a növény, hanem a pollen. (Valószínűleg már szintén jelen voltak a brachycera legyek, amelyek az első megporzó rovarok lehettek.)